# Kim Yeon-ji (cantante)
Kim Yeon-ji (hangul: 김연지; Anyang, 30 de octubre de 1986) es una cantante surcoreana. Era la vocalista del grupo SeeYa. Se convirtió en solista después de la disolución de SeeYa en 2011. Durante su permanencia con el grupo, se destacó por su dinámico estilo y rango vocal.

## Carrera

### Predebut
Ganó premios en varios concursos de canto y baile y, finalmente, fue descubierta por la empresa de gestión GM (actualmente MBK Entertainment). Después de más de un año de entrenamiento, debutó como parte del grupo K-pop, SeeYa en 2006.

### SeeYa (2006-2011)
Debutó como vocalista del grupo SeeYa en 2006. El grupo se disolvió oficialmente el 30 de enero de 2011, después de su presentación final en Inkigayo.

### Carrera en solitario
A finales de 2011 apareció durante los SBS Drama Awards como compañera del actor Lee Jaeyoon en un dueto para presentar "Proposal" de Lee So-ra. A principios de 2012, contribuyó con la canción "Run" de M/Proyect, y la canción "Love is Right" para el OST de la miniserie Padam Padam (JTBC). En mayo de 2012, el Modern K Music Academy, una prominente escuela de K-Pop, anunció que Yeonji participaría como instructora vocal invitada de los cursos de verano de K-Pop en el programa de formación de Vancouver, Columbia Británica, Canadá. En marzo de 2013, Lee Jinsung de Monday Kiz anunció a través de Twitter que había colaborado en un dueto con Yeonji, que él describe como "memorable porque fue trabajar con una persona pura que ama tanto la música." La canción, "Hurting but Happy," fue escrita y producida por Lee y puesta en libertad en marzo, como una previa del quinto álbum LP de Monday Kiz. Yeonji contribuyó con la canción "In My Eyes"  para la serie I Can Hear Your Voice (너의 목소리가 들려 ()en julio de 2013. También interpretó a Lilly Bloomerchen en 2017, del juego SoulWorker.

## Discografía

### Sencillos
| Título                            | Año  | Pico de la tabla de posiciones | Ventas (descarga digital) | Álbum                     |
| Título                            | Año  | KOR                            | Ventas (descarga digital) | Álbum                     |
| --------------------------------- | ---- | ------------------------------ | ------------------------- | ------------------------- |
| "Sad Day"                         | 2014 | —                              |                           |                           |
| "Forgot"                          | 2015 | —                              |                           |                           |
| "How Much"                        | 2015 | —                              |                           |                           |
| "On A Spring Day" (feat. Huh Gak) | 2016 |                                |                           | "Kim Yeonji With Friends" |

### Banda sonora
| Año  | Álbum                                         | Canción                         | Notas                           |
| ---- | --------------------------------------------- | ------------------------------- | ------------------------------- |
| 2006 | Brown Eyed Girls & SeeYa Project Single Album | To My Lover                     | junto a JeA (Brown Eyed Girls)  |
| 2007 | The Colorful Voices                           | Love Song                       | junto a M to M                  |
| 2008 | MBC East of Eden OST                          | Crazy Woman                     | junto a Lee Haeri & Lee Jungmin |
| 2010 | All Star: Composer Jo Young Soo Project Album | Let's Meet Again                |                                 |
| 2010 | Difference                                    | I Have a Favor to Ask of Time   | junto a Zia                     |
| 2012 | M/Project Vol. 1                              | Run Away                        |                                 |
| 2012 | jTBC Padam Padam OST                          | Love is Right                   |                                 |
| 2013 |                                               | Hurting but Happy               | junto a Lee Jin-sung            |
| 2013 | SBS I Can Hear Your Voice OST                 | In My Eyes                      |                                 |
| 2014 | KBS2 Big Man OST                              | Trembling Heart                 |                                 |
| 2015 | jTBC The Awl OST                              | My Person                       |                                 |
| 2016 | MBC Monster OST                               | Once More                       |                                 |
| 2017 | MBC The Emperor: Owner of the Mask OST        | Between Seasons (계절사이)      |                                 |
| 2017 | MBC The King in Love OST                      | Do You Know                     |                                 |
| 2017 | MBC I'm Not a Robot OST                       | Words Of Your Heart (마음의 말) |                                 |
| 2018 | OCN Voice 2                                   | Voice" (목소리)                 |                                 |

## Filmografía

### Programas de variedades
| Año  | Programa            | Notas                                    |
| ---- | ------------------- | ---------------------------------------- |
| 2018 | King of Mask Singer | ep. "King of Mask Singer – "The Winners" |